# ゴンバデカーブース (競走馬)
ゴンバデカーブース（欧字名:Gonbade Qabus、2021年2月24日 - ）は、日本の競走馬。2023年のサウジアラビアロイヤルカップの勝ち馬である。
馬名の意味は、イランにある完全レンガ造の塔。母名、父名および父父名（ジャイアンツコーズウェイ）より連想。

## 戦績

### 2歳（2023年）
6月10日の東京芝1600mの2歳新馬戦でダミアン・レーンを背に2番人気で出走。好スタートからハナを奪うと直線では後続の追撃を寄せることなく逃げ切ってデビュー戦を勝利で飾る。
10月7日に行われたサウジアラビアロイヤルカップでは道中最後方追走から直線で追い込んでくると、中団から脚を伸ばしたボンドガールを差し切って2馬身差をつけ重賞初制覇を果たすとともに、父ブリックスアンドモルタルにとっても産駒初の重賞制覇となった。
12月28日に中山競馬場で行われたホープフルステークス（GI）に出走予定だったものの、感冒の症状が出たため、出走取消になったことが発表された。

### 3歳（2024年）
発熱の症状が落ち着き、改めて喉の検査を受けたところ、喉頭蓋エントラップメントを発症している事が判明した。このため、1月10日に美浦トレーニングセンター内の診療所で喉の手術を受けた。その後は山元トレーニングセンターに放牧に出され、4月3日に美浦トレーニングセンターに帰厩した。
その後は、いずれも東京競馬場で行われるプリンシパルステークス（5月4日）とNHKマイルカップ（5月5日）のいわば両にらみで調整をしていたが、4月19日、NHKマイルカップに出走登録をすることが明らかになった。なお、NHKマイルカップの鞍上はモレイラ騎手を迎える。このローテーションについて、管理している堀調教師は「当初は皐月賞へ直行のプランでしたが、重度の挫跖でローテーションの見直しを行わざるを得ませんでした。」と述べた上で、仕上がりについては「乗り込み不足だし、メンタル面で不安定な要素もありますが、能力を出せる状態には持っていけそうです」と話している。レースはスタートを決め、中団につけて、直線に向いて外に出すとメンバー中2位タイの上がり33秒9の末脚を発揮したものの4着に敗れた。鞍上のモレイラ騎手は「まだ2回しか競馬を使っていないけど、GIへのチャレンジはいいステップになると思います。休み明けでも落ち着いていたし、直線で外に出してからも長くいい脚を使っていい内容でした」と振り返っている。
5月8日に馬主のG1レーシングが発表したところによれば、厩舎にいたまま状態をチェックした上で、今後のローテーションについて判断されるという。なお、NHKマイルカップのレース後も、脚元を含めて特に変わった点はないという。そして、5月12日に馬主のG1レーシングが発表したところによれば、5月26日に東京競馬場で行われる日本ダービーに出走登録することを明らかにした。ただし、実際に出走するかどうかに関しては、馬の状態を確認しながら慎重に判断されるという。
日本ダービーは13着に終わり、その後は戦列を離れていたが、9月19日にG1サラブレッドクラブのホームページで明らかにしたところによれば、10月19日に東京競馬場で行われる富士ステークスへの出走を予定しているという。

## 競走成績
以下の内容は、JBISサーチおよびnetkeiba.comの情報に基づく。
| 競走日     | 競馬場 | 競走名           | 格   | 距離（馬場）  | 頭 数 | 枠 番 | 馬 番 | オッズ （人気） | 着順 | タイム （上り3F） | 着差 | 騎手          | 斤量 [kg] | 1着馬（2着馬）       | 馬体重 [kg] |
| ---------- | ------ | ---------------- | ---- | ------------- | ----- | ----- | ----- | --------------- | ---- | ----------------- | ---- | ------------- | --------- | -------------------- | ----------- |
| 2023.06.10 | 東京   | 2歳新馬          |      | 芝1600m（良） | 12    | 6     | 8     | 002.80（2人）   | 01着 | R1:34.8（34.7）   | -0.3 | 0D.レーン     | 55        | （ララヴィエルジュ） | 462         |
| 0000.10.07 | 東京   | サウジアラビアRC | GIII | 芝1600m（良） | 9     | 2     | 2     | 009.60（3人）   | 01着 | R1:33.4（33.5）   | -0.3 | 0松山弘平     | 56        | （ボンドガール）     | 460         |
| 0000.12.28 | 中山   | ホープフルS      | GI   | 芝2000m（良） | 16    | 1     | 1     |                 | 取消 | R                 |      | 0松山弘平     | 56        | レガレイラ           | 計不        |
| 2024.05.05 | 東京   | NHKマイルC       | GI   | 芝1600m（良） | 18    | 6     | 12    | 009.70（4人）   | 04着 | R1:32.9（33.9）   | -0.5 | 0J.モレイラ   | 57        | ジャンタルマンタル   | 466         |
| 0000.05.26 | 東京   | 東京優駿         | GI   | 芝2400m（良） | 17    | 7     | 14    | 067.9（11人）   | 13着 | R2:25.5（34.1）   | -1.2 | 0松山弘平     | 57        | ダノンデサイル       | 462         |
| 0000.10.19 | 東京   | 富士S            | GII  | 芝1600m（良） | 17    | 2     | 4     | 010.50（5人）   | 10着 | R1:32.8（33.0）   | -0.7 | 0松山弘平     | 55        | ジュンブロッサム     | 478         |
| 0000.12.07 | 京都   | リゲルS          | L    | 芝1600m（良） | 13    | 5     | 7     | 003.70（2人）   | 10着 | R1:34.1（34.4）   | -1.2 | 0L.デットーリ | 56        | シャドウフューリー   | 468         |

- 競走成績は2024年12月7日現在

## 血統表
| ゴンバデカーブースの血統                 | ゴンバデカーブースの血統                          | ゴンバデカーブースの血統                          | （血統表の出典）                                  | （血統表の出典）    |
| 父系                                     | ストームキャット系                                | ストームキャット系                                | ストームキャット系                                | [ § 2 ]             |
| 父 *ブリックスアンドモルタル 黒鹿毛 2014 | 父の父Giant's Causeway 栗毛 1997                  | Storm Cat                                         | Storm Bird                                        | Storm Bird          |
| 父 *ブリックスアンドモルタル 黒鹿毛 2014 | 父の父Giant's Causeway 栗毛 1997                  | Storm Cat                                         | Terlingua                                         |                     |
| 父 *ブリックスアンドモルタル 黒鹿毛 2014 | 父の父Giant's Causeway 栗毛 1997                  | Mariah's Storm                                    | Rahy                                              | Rahy                |
| 父 *ブリックスアンドモルタル 黒鹿毛 2014 | 父の父Giant's Causeway 栗毛 1997                  | Mariah's Storm                                    | *イメンス                                         |                     |
| 父 *ブリックスアンドモルタル 黒鹿毛 2014 | 父の母Beyond the Waves 黒鹿毛 1997                | Ocean Crest                                       | Storm Bird                                        | Storm Bird          |
| 父 *ブリックスアンドモルタル 黒鹿毛 2014 | 父の母Beyond the Waves 黒鹿毛 1997                | Ocean Crest                                       | S.S.Aroma                                         |                     |
| 父 *ブリックスアンドモルタル 黒鹿毛 2014 | 父の母Beyond the Waves 黒鹿毛 1997                | Excedent                                          | Exceller                                          | Exceller            |
| 父 *ブリックスアンドモルタル 黒鹿毛 2014 | 父の母Beyond the Waves 黒鹿毛 1997                | Excedent                                          | Broadway Lullaby                                  |                     |
| 母 アッフィラート 鹿毛 2013              | 母の父ディープインパクト 鹿毛 2002                | *サンデーサイレンス                               | Halo                                              | Halo                |
| 母 アッフィラート 鹿毛 2013              | 母の父ディープインパクト 鹿毛 2002                | *サンデーサイレンス                               | Wishing Well                                      |                     |
| 母 アッフィラート 鹿毛 2013              | 母の父ディープインパクト 鹿毛 2002                | *ウインドインハーヘア                             | Alzao                                             | Alzao               |
| 母 アッフィラート 鹿毛 2013              | 母の父ディープインパクト 鹿毛 2002                | *ウインドインハーヘア                             | Burghclere                                        |                     |
| 母 アッフィラート 鹿毛 2013              | 母の母*レディオブヴェニス 栗毛 2003               | Loup Solitaire                                    | Lear Fan                                          | Lear Fan            |
| 母 アッフィラート 鹿毛 2013              | 母の母*レディオブヴェニス 栗毛 2003               | Loup Solitaire                                    | Louveterie                                        |                     |
| 母 アッフィラート 鹿毛 2013              | 母の母*レディオブヴェニス 栗毛 2003               | Lacewings                                         | *フォーティナイナー                               | *フォーティナイナー |
| 母 アッフィラート 鹿毛 2013              | 母の母*レディオブヴェニス 栗毛 2003               | Lacewings                                         | *リフカ                                           |                     |
| 母系(F-No.)                              | レディオブヴェニス(FR)系(FN:9-f)                  | レディオブヴェニス(FR)系(FN:9-f)                  | レディオブヴェニス(FR)系(FN:9-f)                  | [ § 3 ]             |
| 5代内の近親交配                          | Storm Bird：S4×S4、Roberto：S5×M5、Lyphard：M5×M5 | Storm Bird：S4×S4、Roberto：S5×M5、Lyphard：M5×M5 | Storm Bird：S4×S4、Roberto：S5×M5、Lyphard：M5×M5 | [ § 4 ]             |
| 出典                                     | 1. 2. 3. 4.                                       | 1. 2. 3. 4.                                       | 1. 2. 3. 4.                                       | 1. 2. 3. 4.         |

- 母アッフィラートはJRA4勝、2019年の中山牝馬ステークス3着の実績がある。
- 祖母レディオブヴェニス（Lady of Venice）は現役時アメリカとフランスで走り、アメリカで重賞3勝。2007年に優勝した米GII・キャッシュコールマイルステークスでは日本から遠征してきたディアデラノビア、コイウタ、キストゥヘヴンと対戦している。